# Betula ceratoptera
Betula ceratoptera là một loài thực vật có hoa trong họ Betulaceae. Loài này được G.H.Liu & Y.C.Ma mô tả khoa học đầu tiên năm 1989.